# Marikultura

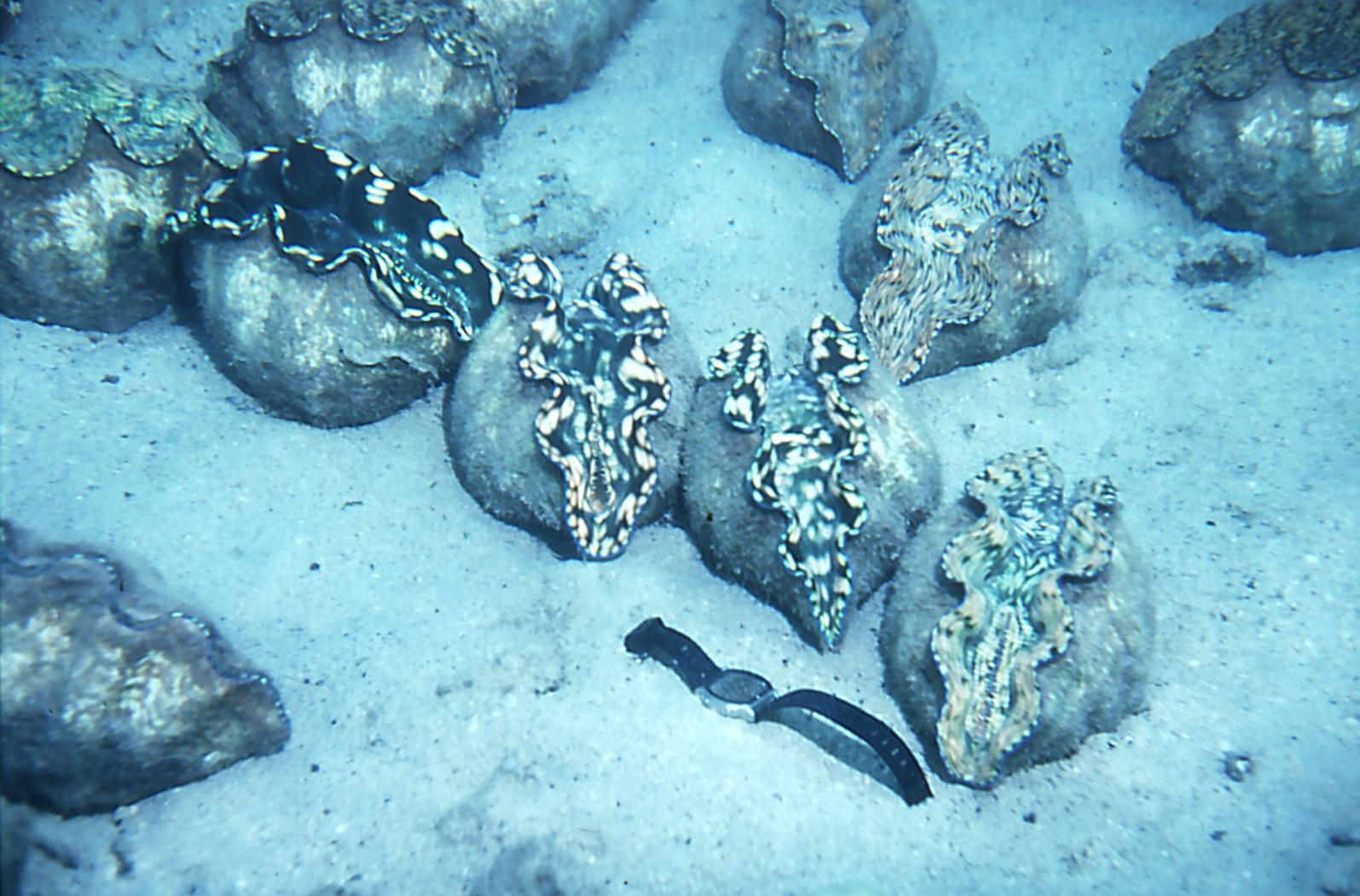
Hodowla Tridacna derasa w Micronesian Mariculture Demonstration Center

Marikultura – hodowla w wodzie morskiej organizmów morskich (ryb, mięczaków, stawonogów, glonów i innych) w celach konsumpcyjnych i gospodarczych, ale stosowana również w celach rozmnażania innych, rzadkich gatunków morskich stworzeń; forma akwakultury. Termin obejmuje również wiedzę teoretyczną i badania z tej dziedziny.
Hodowle takie są najbardziej rozwinięte w następujących krajach: Japonia, Chiny, Francja, Malezja, Indonezja, Norwegia, Szwecja.